# Luca Cambiaso

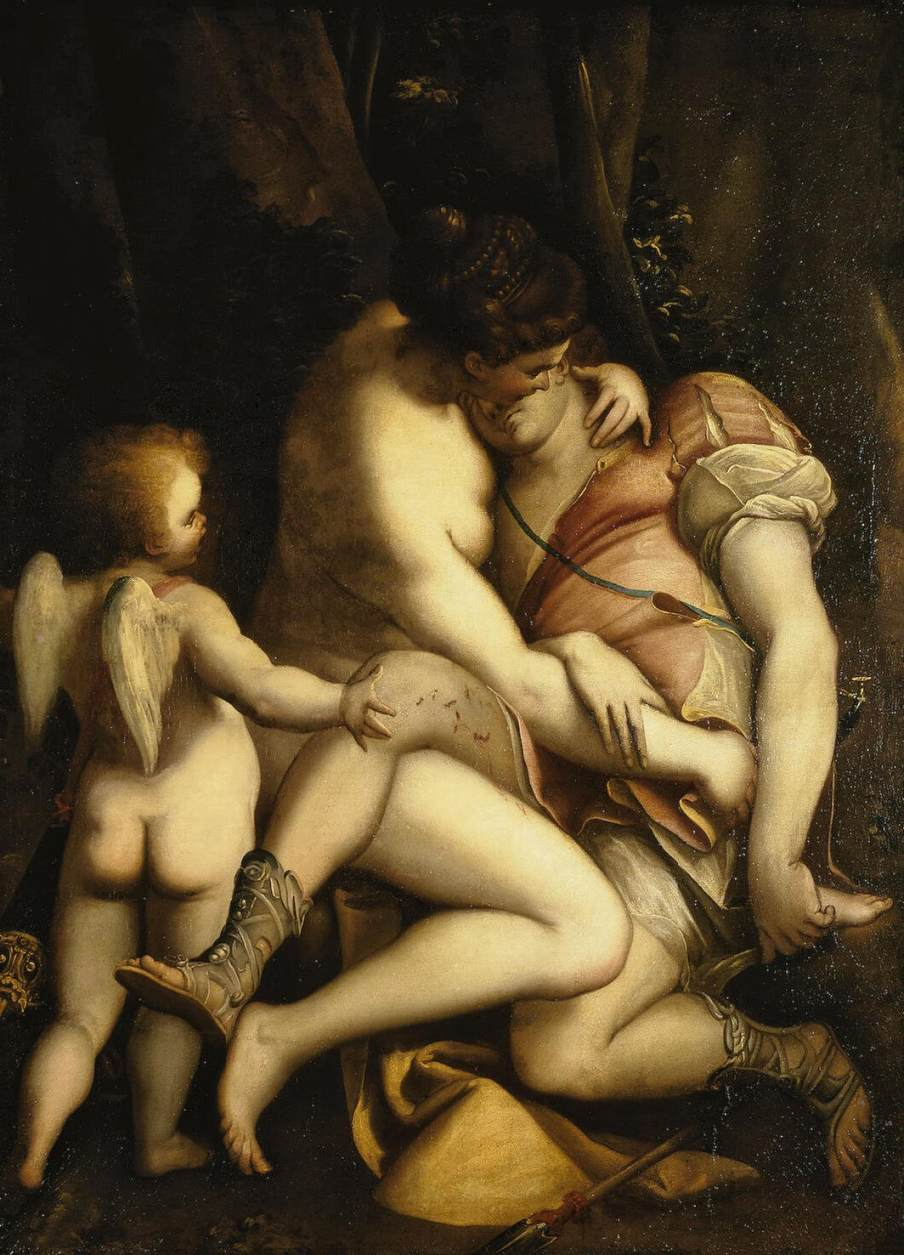
Luca Cambiaso, Wenus i Adonis, 1565

Luca Cambiaso (ur. 18 listopada 1527 w Moneglii, zm. 6 września 1585 w Madrycie) – włoski malarz, rysownik i rzeźbiarz, przedstawiciel manieryzmu.
Kształcił się u swego ojca Giovanniego Cambiaso (1495–1579). W okresie młodzieńczym odbył podróż do Rzymu i Parmy, gdzie poznał twórczość Michała Anioła i manierystów. Oddziałało na niego także malarstwo weneckie. W 1583 przybył do Hiszpanii, gdzie został nadwornym malarzem Filipa II.
Malował obrazy religijne i mitologiczne oraz freski w kościołach i pałacach Genui. Był też płodnym rysownikiem.
Do jego uczniów należał m.in. Lazzaro Tavarone (1556–1641).

## Dzieła
- Autoportret (1570) – Florencja, Uffizi
- Caritas (ok. 1570) – Berlin, Gemaeldegalerie
- Chrystus i Samarytanka – Douai, Musée de la Chartreuse
- Chrystus przed Kajfaszem – Genua, Palazzo Bianco
- Madonna z Dzieciątkiem (1570–1580) – Florencja, Uffizi
- Odkrycie winy Kallisto (ok. 1570) – Kassel, Gemaeldegalerie
- Pokłon pasterzy (1565–1570) – Mediolan, Pinacoteca di Brera
- Pokłon Trzech Króli – Turyn, Galleria Sabauda
- Sąd Ostateczny – Chiavari, Santa Maria delle Grazie
- Śmierć Lukrecji – Madryt, Prado
- Śpiący Amor – Madryt, Prado
- Święta Rodzina – Madryt, Prado
- Vanitas z ziemską miłością (ok. 1570) – Nowy Orlean, Museum of Art
- Wenus i Adonis (1565–1569) – St. Petersburg, Ermitaż
- Wenus i Adonis – Rzym, Galeria Borghese
- Wenus i Kupidyn (1570) – Chicago, Art Institute
- Zmartwychwstanie (1559) – Genua, San Bartolomeo degli Armeni